# ابن مغازلی
ابوالحسن علی بن محمد بن طیب واسطی معروف به ابن مغازلی فقیه شافعی است. کتاب «البیان فی اخبار صاحب الزمان» از تألیفات اوست. وی از علمای اوائل سده چهارم هجری بوده و به چهار واسطه از ابوصلت هروی حدیث نقل می‌کند.